# Virnja vas, Pokrče
Virnja vas (nemško Eiersdorf) je naselje v Občini Pokrče v Okraju Celovec-dežela na Koroškem v Avstriji.